# Rubus adspersus
Espèce
Rubus adspersus est une espèce de plantes à fleurs de la famille des rosacées et du genre Rubus.

## Description
Rubus adspersus a des turions arqués, ramifiés, légèrement pubescents, vert mat et irrégulièrement rougeâtres. Il est muni d’aiguillons de sept à dix millimètres de couleur rouge à leur base (souvent plus vifs que la tige) et teintés de jaune à leur extrémité. On trouve parfois des aiguillons entièrement jaunes. Il a des feuilles digitées à cinq folioles, rarement plus. Le foliole terminal est ovale, et possède des dents étroites et presque régulières sur les bords de son limbe. Sa partie supérieure est légèrement pubescente et de couleur vert foncé à mat. Sa face inférieure, quant à elle, est moyennement à fortement pubescente et est de couleur verte à vert grisâtre.
L'inflorescence de cette ronce est cylindrique. Les sépales verts à vert grisâtre sont réfléchis et densément tomenteux. Les pétales mesurent douze millimètres ; ils sont de forme ovale (se dit d'une feuille ovale qui a sa partie supérieure plus large que l'autre) et de couleur blanc à rose. La floraison a lieu en juillet. Les mûres sont noir luisant, arrondies ou légèrement plus longues que larges. Les fruits sont bien développés dans l'ensemble.

## Habitat
Cette ronce pousse en bordure de landes et dans les haies. On la rencontre en Grande-Bretagne, aux Pays-Bas, Belgique et en France dans le district ardennais.